# Fontès
Fontès is een gemeente in het Franse departement Hérault (regio Occitanie). De plaats werd op 1 januari 2017 overgeheveld van het arrondissement Béziers naar het arrondissement Lodève. Fontès telde op 1 januari 2022 1.059 inwoners.

## Geografie
De oppervlakte van Fontès bedroeg op 1 januari 2022 17,7 vierkante kilometer; de bevolkingsdichtheid was toen 59,8 inwoners per km².

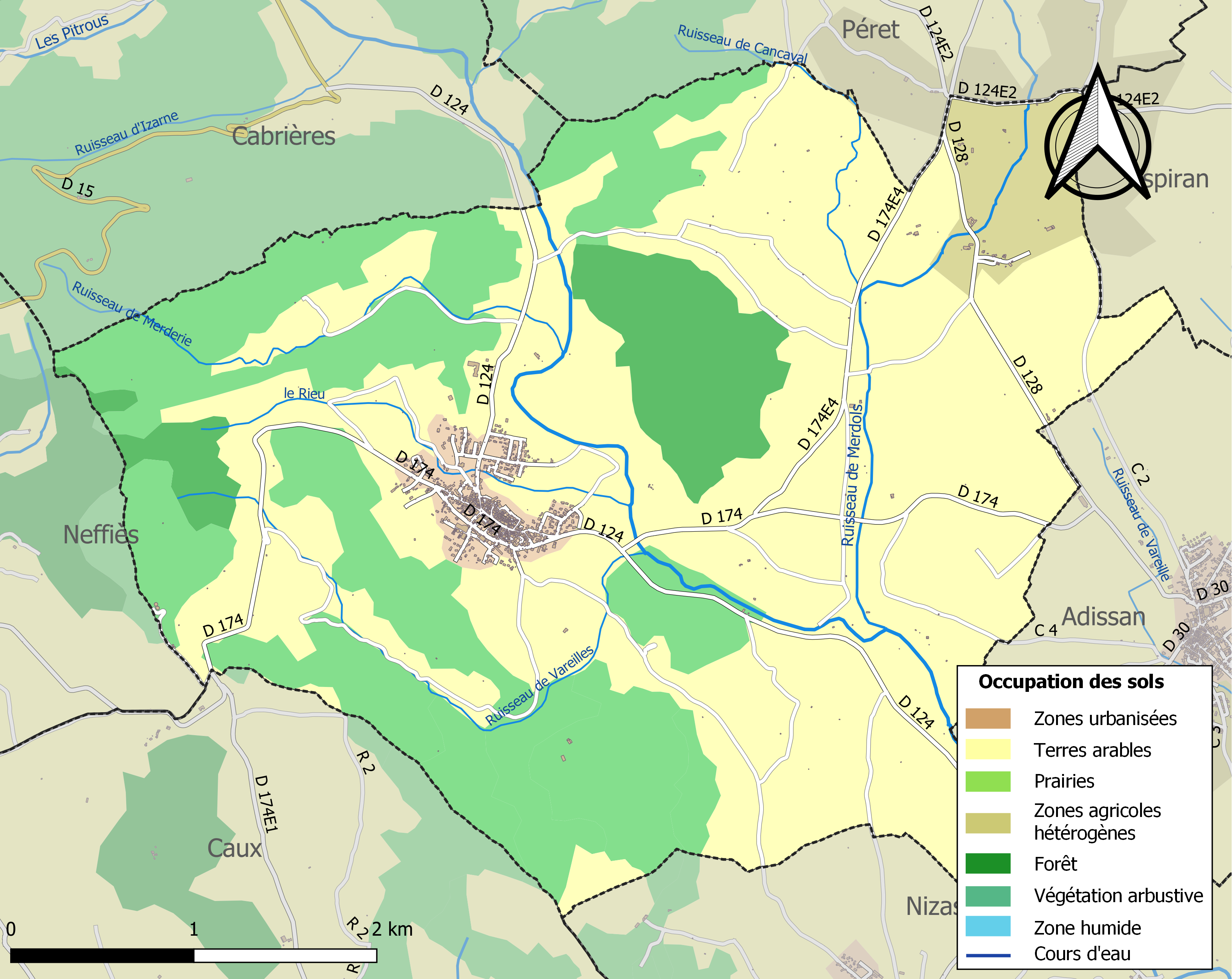
Kaart van de gemeente met belangrijkste infrastructuur, bodemgebruik en omliggende gemeenten

## Demografie
Onderstaande figuur toont het verloop van het inwonertal (bron: INSEE-tellingen).